# Europejski Komitet Ekonomiczno-Społeczny
Europejski Komitet Ekonomiczno-Społeczny (ang. The European Economic and Social Committee; EESC) – organ doradczy i opiniodawczy Unii Europejskiej, powołany do życia w 1957 na mocy traktatu rzymskiego. Reprezentuje na forum unijnym przedstawicieli szeroko rozumianego zorganizowanego społeczeństwa obywatelskiego, wywodzących się z różnych grup zajmujących się działalnością gospodarczą i społeczną. Są to m.in. pracodawcy, związki zawodowe, rolnicy, konsumenci i pozostałe grupy interesów. Głównym zadaniem Komitetu jest sprawowanie funkcji doradczej wobec Rady Unii Europejskiej, Parlamentu Europejskiego i Komisji Europejskiej w kwestiach dotyczących polityki gospodarczej i społecznej.
Komitetu nie można traktować jako lobby. Jest on stworzony do osiągania kompromisu między poszczególnymi grupami ekonomiczno-społecznymi i wydawania w miarę możliwości wspólnej opinii, nie zaś do promowania rozwiązań korzystnych tylko dla jednej strony.

## Funkcje
Trzy podstawowe funkcje Komitetu Ekonomiczno-Społecznego zostały określone w następujący sposób:
- Komitet przedstawia swoją opinię Radzie, Komisji i Parlamentowi Europejskiemu albo na ich wniosek, albo z własnej inicjatywy. Przeciętnie EESC opiniuje 170 dokumentów rocznie (około 15% z własnej inicjatywy). W niektórych kwestiach instytucje są zobowiązane do zasięgania opinii Komitetu np. wtedy gdy chodzi o swobodny przepływ ludzi, swobodę osiedlania się, współpracę w kwestiach socjalnych, zagadnieniach związanych z oświatą, ochroną zdrowia i praw konsumenta, a także ochroną środowiska i rozwoju regionalnego, polityką zatrudnienia, ustawodawstwem społecznym i równouprawnieniem płci. Opinie Komitetu nie są dla nich wiążące, mają wyłącznie charakter doradczy. Często są traktowane jako miernik społecznej akceptacji danego projektu.
- zachęca społeczeństwo obywatelskie do większego angażowania się w kształtowanie polityki UE
- wzmacnia rolę społeczeństwa obywatelskiego w krajach nienależących do UE oraz pomaga tworzyć struktury doradcze.

## Skład
Do czasu przystąpienia nowych państw członkowskich do UE, Komitet liczył, podobnie jak Komitet Regionów, 222 członków. Po pierwszym maja 2004, zgodnie z ustaleniami Traktatu Nicejskiego, skład Komitetu nie powinien przekraczać liczby 350 członków. Tylu też członków liczył Komitet do czasu Brexitu. Obecnie w Komitecie zasiada 329 reprezentantów. Polsce przyznano 21 miejsc. Liczba członków z każdego państwa UE odzwierciedla zazwyczaj wielkość jego populacji. Kandydatów na członków Komitetu przedstawiają państwa członkowskie w drodze konsultacji z narodowymi organizacjami obywatelskimi. Następnie członkowie, nazywani odtąd doradcami, sprawują funkcje przez okres 5 lat (od października 2010). Ich mandat może być przedłużony. Choć członkowie Komitetu są powoływani przez państwa członkowskie, ich decyzje są niezawisłe i nie ograniczone instrukcjami państw, które ich powołały.
Liczba reprezentantów poszczególnych państw:
- Francja, Niemcy, Włochy – każde państwo posiada 24 reprezentantów
- Hiszpania i Polska – 21
- Rumunia – 15
- Austria, Belgia, Bułgaria, Czechy, Grecja, Holandia, Portugalia, Szwecja, Węgry – 12
- Chorwacja, Dania, Irlandia, Finlandia, Litwa, Słowacja – 9
- Łotwa, Słowenia, Estonia – 7
- Cypr, Luksemburg – 6
- Malta – 5

## Struktura
Członkowie wybierają spośród siebie przewodniczącego i dwóch wiceprzewodniczących, których kadencja wynosi dwa i pół roku. Członkowie tworzą trzy grupy, które reprezentują pracodawców, pracowników oraz różnorodne grupy interesów w dziedzinach gospodarczej i społecznej.
W skład Grupy Pracodawców wchodzą członkowie z prywatnych i publicznych sektorów przemysłowych, małe i średnie przedsiębiorstwa, izby handlowe, a także przedstawiciele handlu hurtowego i detalicznego, bankowości i ubezpieczeń, transportu i rolnictwa.
Grupa Pracowników obejmuje zatrudnionych wszystkich kategorii, od pracowników fizycznych po kadrę kierowniczą. Członkowie tej Grupy wywodzą się z krajowych organizacji związków zawodowych.
Trzecia grupa reprezentuje różnorodne grupy interesów: organizacje pozarządowe, organizacje rolnicze, małe przedsiębiorstwa, rzemiosło i ludzi wolnych zawodów, spółdzielnie i zrzeszenia o charakterze niezarobkowym, organizacje konsumenckie i na rzecz ochrony środowiska, naukowe i akademickie społeczności i stowarzyszenia reprezentujące rodzinę, kobiety, niepełnosprawnych itp.
Komitet obraduje na Zgromadzeniu Plenarnym. Debaty oraz projekty opinii są przygotowywane przez komisje zwane sekcjami, z których każda zajmuje się określonymi obszarami polityki. Obecnie istnieje sześć takich sekcji:
1. sekcja unii gospodarczej i walutowej oraz spójności ekonomicznej i społecznej (ECO),
2. wspólnego rynku, produkcji i konsumpcji (INT),
3. transportu, energetyki, infrastruktury i społeczeństwa informacyjnego (TEN),
4. zatrudnienia, spraw socjalnych i obywatelstwa (SOC),
5. rolnictwa, rozwoju obszarów wiejskich i ochrony środowiska (NAT),
6. oraz sekcja stosunków zewnętrznych (REX).

Na podstawie opinii opracowanych na posiedzeniach sekcji, członkowie Komitetu uchwalają zwykłą większością głosów opinie, które są następnie przekazywane Radzie, Komisji i Parlamentowi a także publikowane w Dzienniku Urzędowym Wspólnot Europejskich.

## Współpraca z innymi organizacjami
EESC utrzymuje regularne powiązania z radami ekonomiczno-społecznymi państw członkowskich. Powiązania te polegają głównie na wymianie informacji i wspólnej dyskusji na temat konkretnych problemów. EESC bierze także udział w pracach rad ekonomiczno-społecznych i podobnych organizacji w czasie międzynarodowych spotkań organizowanych co dwa lata.
EESC współpracuje z ekonomicznymi i społecznymi grupami interesów w licznych państwach niebędących członkami UE, w szczególności z państwami partnerstwa eurośródziemnomorskiego (EUROMED), z państwami Afryki, Karaibów i Pacyfiku (AKP), państwami Europy Środkowej i Wschodniej, z państwami Mercosuru, Ameryki Łacińskiej i EFTA.

## Przewodniczący
Pierwszym przewodniczącym komitetu był Roger De Staercke.
Przewodniczący od 2000:
- 2000–2002: Göke Frerichs
- 2002–2004: Roger Briesch
- 2004–2006: Anne-Marie Sigmund
- 2006–2008: Dimitris Dimitriadis
- 2008–2010: Mario Sepi
- 2010–2013: Staffan Nilsson
- 2013–2015: Henri Malosse
- 2015–2018 Jorgos Dasis
- 2018–2020: Luca Jahier
- 2020–2023: Christa Schweng
- od 2023: Oliver Röpke

## Wiceprzewodniczący z Polski
- od 2023: Krzysztof Pater[4][5]